# Karabo Mathang-Tshabuse
Karabo Mathang-Tshabuse (Soweto, 1987/88) es una abogada y agente de fútbol sudafricana. En 2009, se convirtió en la primera agente de fútbol sudafricana acreditada por la FIFA. En 2007, fundó la empresa de gestión deportiva Pmanagement. 

## Trayectoria
Mathang-Tshabuse nació en Orlando East, Soweto (Sudáfrica). Su padre trabaja en el desarrollo económico de la ciudad de Johannesburgo. Mathang-Tshabuse creció viviendo a tres casas de Jomo Sono. Asistió a su primer partido de fútbol a los 5 años y solía ir a partidos de fútbol con su actual marido, Josy, y con Nonhlanhla Nkosi, que más tarde se convertiría en director de marketing del Kaizer Chiefs. Mathang-Tshabuse decidió dejar de jugar al fútbol durante la escuela secundaria. Mathang-Tshabuse se licenció en medios de comunicación y relaciones internacionales por la Universidad de Witwatersrand (Wits), y en 2014 comenzó la carrera de Derecho en Wits. Mathang-Tshabuse tiene dos hijos. Se convirtió en abogada en ejercicio del Tribunal Superior de Sudáfrica.
En 2007, Mathang abrió su empresa de gestión deportiva Pmanagement con su ahora marido Josy y Nonhlanhla Nkosi, director de marketing del Kaizer Chiefs. La empresa se creó para ojear a jugadores de fútbol aficionados en busca de aquellos que tuvieran talento para jugar profesionalmente. Su empresa ha ojeado a jugadores como Amanda Dlamini, Tendai Ndoro y Ronald Kampamba. Nkosi dejó Pmanagement en 2012.
En 2009, a la edad de 21 años, Mathang se convirtió en la primera mujer agente de fútbol de Sudáfrica acreditada por la FIFA y la SAFA. En 2014 comenzó la carrera de Derecho en Wits. Se convirtió en abogada en ejercicio del Tribunal Superior de Sudáfrica. En 2015, Mathang-Tshabuse creó la Asociación de Agentes Acreditados, con el fin de tratar de resolver el problema de los agentes de fútbol sin licencia en el fútbol sudafricano. Como agente de fútbol, Mathang-Tshabuse ha representado a Justin Shonga, y también ha trabajado con Thembinkosi Lorch. Fue la abogada del Sekhukhune United, en un caso que determinó el resultado de la Primera División Nacional de Sudáfrica en la temporada 2020-21.

## Reconocimientos
En 2013, Mathang-Tshabuse fue incluida en la lista de jóvenes sudafricanos de Mail&Guardian. En 2015, Mathang-Tshabuse fue incluida en la lista de las 100 mujeres de la BBC. En 2016, fue galardonada con el premio Glamour Women of the Year - Business Category.